# Pheidole spinosa
Pheidole spinosa (лат.) — вид муравьёв рода Pheidole из подсемейства Myrmicinae (Formicidae). Эндемик Мадагаскара и нескольких островов западной части Индийского океана (остров Космоледо из группы Сейшельских островов, острова Анжуан и Майотта из группы Коморских островов, остров Жуан-ди-Нова).

## Описание
Мелкие муравьи (длина около 2 мм) желтовато-коричневого цвета с характерными для других членов рода Pheidole большеголовыми солдатами. Усики рабочих и самок 12-члениковые с 3-члениковой булавой. Стебелёк между грудкой и брюшком состоит из двух члеников: петиолюса и постпетиолюса (последний четко отделен от брюшка). Ноги и скапус усика в сравнении с другими видами относительно короткие. У солдат индекс SI (соотношение длины скапуса к ширине головы × 100 %) = 46—57, у рабочих SI = 107—130. Индекс длины задних бёдер FI (соотношение длины заднего бедра к ширине головы, metafemur index: MFL / HW * 100) у солдат = 64—78, у рабочих FI = 102—134. Голова рабочих гладкая и блестящая (у солдат гладкая наполовину, остальная часть с морщинками). Брюшко гладкое. Промеры мелких рабочих: ширина головы — 0,44—0,67 мм, длина головы равна 0,49—0,73 мм, длина скапуса усика — 0,49—0,74 мм, длина груди — 0,57—0,86 мм. Крупные рабочие (солдаты): длина и ширина головы примерно равны 1,1—1,4 мм, длина скапуса усика — 0,60—0,74 мм, длина груди — 0,95—1,12 мм.
Обнаружен во влажных дождевых и низинных прибрежных лесах (в том числе из Casuarina), карстовых кустарниковых зарослях, старых поселениях и вдоль дорог. Обитают на высотах от 1 до 2150 м.
Сходен по строению с другими эндемичными островными видами муравьёв Pheidole megatron (острова Анжуан и Гранд-Комор из группы Коморских островов), Pheidole megacephala и Pheidole dodo (Маврикий) из группы Pheidole megacephala. На острове Анжуан обнаружены все три вида. В 2013 году американскими мирмекологами Дж. Фишером и Б. Фишером (California Academy of Sciences, Сан-Франциско, США) был описан в качестве нового вида таксон Pheidole decepticon, первые экземпляры которого они обнаружили на острове во время своей экспедиции ещё в 2007 году. Название Ph. decepticon дано по имени героев фантазийного мира Трансформеров, роботов Десептиконов. Ph. decepticon был впервые описан в. В 2015 году было высказано мнение (Sarnat et al. 2015), что данный таксон является синонимом вида Pheidole spinosa. В 2022 году таксон Pheidole decepticon был признан синонимом Pheidole spinosa. Одновременно у него впервые были обнаружены «суперсолдаты» (также впервые для малагасийских Pheidole). Таким образом, оказывается, что P. spinosa является наиболее распространенным и доминирующим членом группы Ph. megacephala в малагасийском регионе. Ранние указания P. punctulata (Forel, 1907; Forel, 1897) из Мадагаскара и Сейшельских островов также относятся к P. spinosa.